# Timmerviks kyrka
Timmerviks kyrka är en kyrkobyggnad som tillhör Brålandabygdens församling i Karlstads stift. Kyrkan ligger i norra delen av Vänersborgs kommun.

## Kyrkobyggnaden
Kyrkan uppfördes åren 1926–1927 i Gestads församling efter ritningar av komminister Ernst Wennerblad och 21 juni 1928 förrättades invigningen av biskop J.A. Eklund. Kyrkan har en stomme av tegel och består av ett långhus med nordsydlig orientering. Tornet och ingången ligger i norr medan koret ligger i söder.

## Inventarier
- Dopfunten av snidad ek är samtida med kyrkan.

### Orgel
- Tidigare användes ett harmonium i kyrkan.
- Läktarorgeln, som tillkom 1973, är tillverkad av John Grönvall Orgelbyggeri, Lilla Edet. Fasaden är av ljus ek. Orgeln är mekanisk och har ett tonomfång på 54/27.

| Manual           | Pedal      | Koppel  |
| Gedackt 8'       | Subbas 16´ | Man/Ped |
| Principal 4'     |            |         |
| Rörflöjt 4' B/D  |            |         |
| Waldflöjt 2' B/D |            |         |
| Scharf II        |            |         |